# フスタ船

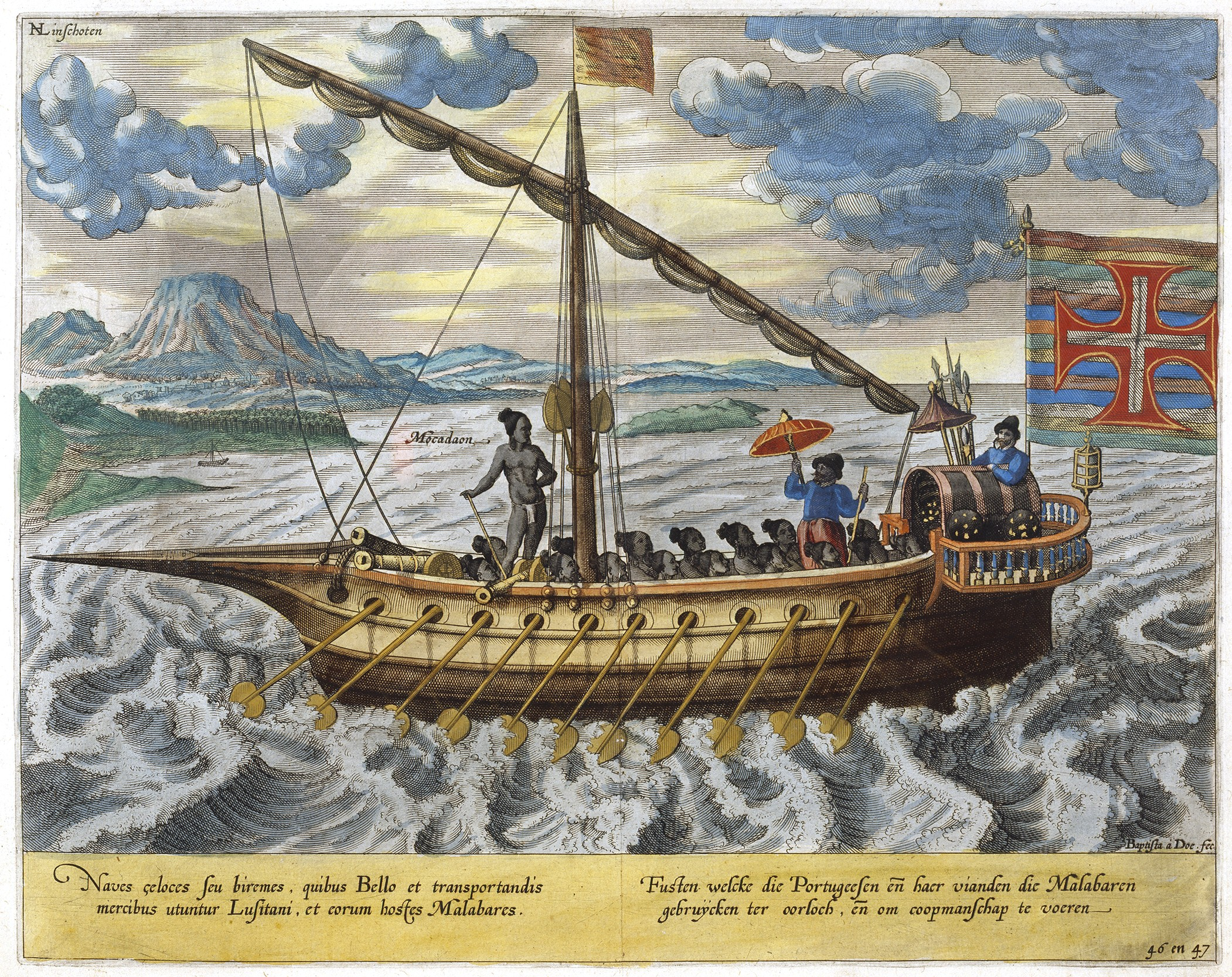
ポルトガル船籍のフスタ。ヤン・ホイフェン・ヴァン・リンスホーテンの本より

フスタ（fusta、fuste、foistとも）は、櫂と帆の両方を動力源とする、浅い喫水を備えた細くて軽量の高速船。本質的には小型ガレー船であり、通常、両舷に12人から18人分の2人用の漕ぎ手用ベンチが並び、大三角帆用の1本マストがあり、通常2門または3門の大砲を搭載していた。帆は巡航と漕ぎ手のエネルギー節約のために使われた。櫂は入港・出港時や戦闘中に船を動かした。
フスタは、北アフリカのサレ港やバルバリア海岸を拠点とするイスラム教徒の海賊に愛用された。その速度、機動性、風なしでも移動できる能力、そして浅瀬での使い勝手――航行する船を待ち伏せするには重要――などは戦争と海賊行為に理想的だった。バルバロッサ兄弟のバルバロス・オルチとバルバロス・ハイレッディンもフスタを使っていた。北アフリカのオスマン帝国による征服後、グラナダ陥落後のスペインから脱出するムデハルとモリスコの救出を行ったのも主にフスタである。彼らと他の北アフリカの海賊は16世紀から17世紀にかけて、キリスト教徒の海運と地中海の島々と沿岸地域に恐怖をもたらした。
ポルトガル人はこの船を北アフリカでも15世紀と16世紀に広く使用し、さらにインド洋にも導入した。インド洋では、沿岸や河川の浅瀬での巡回や襲撃に特に適していた。1535年、ポルトガルの航海士ディオゴ・ボテルホ・ペレイラは、インドからポルトガルまでフスタで航海した。